# 壽成美
寿成美（？—？），號放泉，浙江绍兴府诸暨县民籍。明朝政治人物。

## 生平
书三房，庚寅七月二十四日生。萬曆三十七年（1609年）己酉科浙江鄉試五十八名舉人，天啓二年（1622年）壬戌科進士，工部观政，三年授行人司行人。

## 家族
祖寿環，父寿久。